# Лейпциг (административный округ)
Лейпциг (нем. Leipzig) —  один из трёх бывших административных округов (нем. Regierungsbezirk) земли Саксонии в Германии. Образован 1 января 1991 г. постановлением администрации федеральной земли Саксония от 27 ноября 1990 г.
В ходе саксонской коммунальной реформы с 1 августа 2008 года был преобразован в дирекционный округ Лейпциг
Состав административного округа:
- районы:

1. Делич
2. Дёбельн
3. Лейпциг
4. Мульденталь
5. Торгау-Ошатц

- города (приравненные к районам):

1. Лейпциг